# 番子崙 (屏東縣)
番子崙，原寫為番仔崙，是臺灣屏東縣枋寮鄉的一個傳統地域名稱，位於該鄉西南部。相較於今日行政區，其範圍大致包括新龍村不含東北部建興路至番子崙排水及最東端、地利村西北端、人和村最西端。

## 歷史
台灣日治初期，番子崙地區為一街庄，稱為「番仔崙庄」，隸屬於港東下里。該庄西北與北旗尾庄為鄰，東北與水底藔庄為鄰，東南邊為枋藔庄，西南邊臨台灣海峽。
1901年（日治明治三十四年）11月，全台設置二十廳，該庄隸屬於恆春廳。1909年（明治四十二年）10月，合併二十廳為十二廳，該庄改隸屬於阿緱廳。1920年（大正九年），廢十二廳改設五州二廳，該庄改制並雅化為「番子崙」大字，隸屬於高雄州潮州郡枋寮庄。
戰後枋寮庄改制為枋寮鄉，隸屬於高雄縣，大字亦改制為村。1950年高、屏分治，枋寮鄉改隸屬於屏東縣。

## 交通
- 鄉道屏140線
- 鄉道屏143線

## 聚落
該地區發展較早的聚落有番仔崙、大武力等，在日治期初期的官方地圖上已有記載。

## 學校
- 枋寮高中

## 廟宇
- 新龍宮（枋寮孔廟）
- 大武力福德宮（土地公廟）
- 保安萬靈宮（有應公廟）